# Dvoricicea, Terebovlea
Dvoricicea (în ucraineană Дворіччя) este o comună în raionul Terebovlea, regiunea Ternopil, Ucraina, formată numai din satul de reședință.

## Demografie
Componența lingvistică a comunei Dvoricicea
     Ucraineană (99,82%)
Conform recensământului din 2001, majoritatea populației comunei Dvoricicea era vorbitoare de ucraineană (99,82%), existând în minoritate și vorbitori de alte limbi.